# Empecta inaequalis
Empecta inaequalis är en skalbaggsart som beskrevs av Marc Lacroix 1989. Empecta inaequalis ingår i släktet Empecta och familjen Melolonthidae. Inga underarter finns listade i Catalogue of Life.